# BVN-Weer
BVN-Weer is een televisie-weeroverzicht dat wordt geproduceerd door de NOS voor de televisiezender BVN.
Het weeroverzicht duurt zo'n 4 tot 5 minuten en bekijkt het weer in Europa, Caraïben, Noord-Amerika, Zuidelijk Afrika, Australië. Nederland komt ook aan bod. Het Belgische weerbericht wordt niet uitgezonden maar is te zien bij het VRT-journaal. In het programma neemt men, met een bekende NOS-weerman of -vrouw het dagelijkse weer door.
Bijna elk continent waar BVN wordt uitgezonden komt aan bod (uitgezonderd Azië), het weerbericht is té kort om elk land apart door te nemen, de regio's rondom Azië en het Midden-Oosten waar BVN  wordt uitgezonden komen hierbij niét aan bod. Het BVN-Weer werd eerder door BVN uitgezonden maar werd uit de programmering gehaald, later keerde het BVN-Weer terug in een uitgebreidere vorm.